# Garde urbaine liégeoise
La Garde urbaine liégeoise fut créée lors de la Révolution belge de 1830 par la commission de sûreté publique de la ville de Liège afin de maintenir l'ordre dans la cité ardente, en proie à l'insurrection révolutionnaire. 

## Fait d'armes

### Prise de la Citadelle de Liège
Avant l'indépendance de la Belgique, la citadelle de Liège l'une des places fortes du Royaume uni des Pays-Bas et abritait la 11e division (11de afdeeling) de l'armée néerlandaise sous les ordres du major général Cornelis Gerardus Iman van Boecop. Après s'être armés dans différents endroits de la ville, les révolutionnaires de la Garde urbaine, commandés par Clément de Berlaymont l'assiègent à partir du 19 septembre 1830. Le lendemain, certains d'entre-eux s'emparent du fort de la Chartreuse, de l'autre côté de la Meuse. Vers le 25 septembre, le ravitaillement de la Citadelle devient problématique et les soldats tentent des sorties pour se procurée de la nourriture aux alentours. Le 30 septembre un convoi de bœufs destiné à la garnison est intercepté avec son escorte par les révolutionnaires belges à Rocourt. Durant la nuit du 5 octobre 1830, Edouard d’Adesky, l'un des fourriers néerlandais quitte la forteresse avec le reste des réserves de vivres. Le lendemain, la famine aidant, la Citadelle capitule.

## Hommage
- La colonne de Sainte-Walburge fut érigée en 1850 à Rocourt, à l'endroit où la Garde arrêta la colonne de renforts et de ravitaillement néerlandaise lors du siège de la citadelle de Liège le 30 septembre 1830, favorisant la capitulation rapide du fort et de la 11e division de l'armée orangiste[2].